# Stamboom Elizabeth II van het Verenigd Koninkrijk
Dit is de stamboom van Elizabeth II van het Verenigd Koninkrijk (1926-2022).
| Stamboom Elizabeth II van het Verenigd Koninkrijk (1926-2022)  | Stamboom Elizabeth II van het Verenigd Koninkrijk (1926-2022)                                  | Stamboom Elizabeth II van het Verenigd Koninkrijk (1926-2022)                                  | Stamboom Elizabeth II van het Verenigd Koninkrijk (1926-2022)                             | Stamboom Elizabeth II van het Verenigd Koninkrijk (1926-2022)                             | Stamboom Elizabeth II van het Verenigd Koninkrijk (1926-2022)                             | Stamboom Elizabeth II van het Verenigd Koninkrijk (1926-2022)                             | Stamboom Elizabeth II van het Verenigd Koninkrijk (1926-2022)                             | Stamboom Elizabeth II van het Verenigd Koninkrijk (1926-2022)                             |
| -------------------------------------------------------------- | ---------------------------------------------------------------------------------------------- | ---------------------------------------------------------------------------------------------- | ----------------------------------------------------------------------------------------- | ----------------------------------------------------------------------------------------- | ----------------------------------------------------------------------------------------- | ----------------------------------------------------------------------------------------- | ----------------------------------------------------------------------------------------- | ----------------------------------------------------------------------------------------- |
| Overgrootouders                                                | Eduard VII van het Verenigd Koninkrijk (1841-1910) x 1863 Alexandra van Denemarken (1844-1925) | Eduard VII van het Verenigd Koninkrijk (1841-1910) x 1863 Alexandra van Denemarken (1844-1925) | Frans van Teck (1837-1900) x 1866 Maria Adelheid van Cambridge (1833-1897)                | Frans van Teck (1837-1900) x 1866 Maria Adelheid van Cambridge (1833-1897)                | Claude Bowes-Lyon (1824-1904) x 1853 Frances Smith (1832-1922)                            | Claude Bowes-Lyon (1824-1904) x 1853 Frances Smith (1832-1922)                            | Charles Cavendish-Bentinck (1817-1865) x 1859 Louisa Burnaby (1832-1918)                  | Charles Cavendish-Bentinck (1817-1865) x 1859 Louisa Burnaby (1832-1918)                  |
| Grootouders                                                    | George V van het Verenigd Koninkrijk (1865-1936) x 1893 Mary van Teck (1867-1953)              | George V van het Verenigd Koninkrijk (1865-1936) x 1893 Mary van Teck (1867-1953)              | George V van het Verenigd Koninkrijk (1865-1936) x 1893 Mary van Teck (1867-1953)         | George V van het Verenigd Koninkrijk (1865-1936) x 1893 Mary van Teck (1867-1953)         | Claude Bowes-Lyon (1855-1944) x 1881 Cecilia Cavendish-Bentinck (1862-1938)               | Claude Bowes-Lyon (1855-1944) x 1881 Cecilia Cavendish-Bentinck (1862-1938)               | Claude Bowes-Lyon (1855-1944) x 1881 Cecilia Cavendish-Bentinck (1862-1938)               | Claude Bowes-Lyon (1855-1944) x 1881 Cecilia Cavendish-Bentinck (1862-1938)               |
| Ouders                                                         | George VI van het Verenigd Koninkrijk (1895-1952) x 1923 Elizabeth Bowes-Lyon (1900-2002)      | George VI van het Verenigd Koninkrijk (1895-1952) x 1923 Elizabeth Bowes-Lyon (1900-2002)      | George VI van het Verenigd Koninkrijk (1895-1952) x 1923 Elizabeth Bowes-Lyon (1900-2002) | George VI van het Verenigd Koninkrijk (1895-1952) x 1923 Elizabeth Bowes-Lyon (1900-2002) | George VI van het Verenigd Koninkrijk (1895-1952) x 1923 Elizabeth Bowes-Lyon (1900-2002) | George VI van het Verenigd Koninkrijk (1895-1952) x 1923 Elizabeth Bowes-Lyon (1900-2002) | George VI van het Verenigd Koninkrijk (1895-1952) x 1923 Elizabeth Bowes-Lyon (1900-2002) | George VI van het Verenigd Koninkrijk (1895-1952) x 1923 Elizabeth Bowes-Lyon (1900-2002) |
| Elizabeth II (1926-2022) x 1947 Philip Mountbatten (1921-2021) |                                                                                                |                                                                                                |                                                                                           |                                                                                           |                                                                                           |                                                                                           |                                                                                           |                                                                                           |
| Kinderen                                                       | Charles (1948) x 1981 Diana Spencer (1961-1997)                                                | Charles (1948) x 1981 Diana Spencer (1961-1997)                                                | Anne (1950) x 1973 Mark Phillips (1948)                                                   | Anne (1950) x 1973 Mark Phillips (1948)                                                   | Andrew (1960) x 1986 Sarah Ferguson (1959)                                                | Andrew (1960) x 1986 Sarah Ferguson (1959)                                                | Edward (1964) x 1999 Sophie Rhys-Jones (1965)                                             | Edward (1964) x 1999 Sophie Rhys-Jones (1965)                                             |
| Kleinkinderen                                                  | William (1982) x 2011 Catherine Middleton (1982)                                               | Harry (1984) x 2018 Meghan Markle (1981)                                                       | Peter (1977) x 2008 Autumn Kelly (1978)                                                   | Zara (1981) x 2011 Mike Tindall (1978)                                                    | Beatrice (1988) x 2020 Edoardo Mapelli Mozzi (1983)                                       | Eugenie (1990) x 2018 Jack Brooksbank (1986)                                              | Louise (2003)                                                                             | James (2007)                                                                              |
| Achterkleinkinderen                                            | George (2013) Charlotte (2015) Louis (2018)                                                    | Archie (2019) Lilibet (2021)                                                                   | Savannah (2010) Isla (2012)                                                               | Mia (2014) Lena (2018) Lucas (2021)                                                       | Sienna (2021)                                                                             | August (2021) Ernest (2023)                                                               | -                                                                                         | -                                                                                         |